# Greg Smith (rugby à XV, 1974)
Pour les articles homonymes, voir Greg Smith et Smith.
Pas d'image ? Cliquez ici

a Compétitions nationales et continentales officielles uniquement.

b Matchs officiels uniquement.
Dernière mise à jour le 30 août 2018.
Gregory James Smith, né le 14 juillet 1974 à Hamilton, est un joueur de rugby à XV qui a joué avec l'équipe des Fidji et l'équipe des Chiefs évoluant au poste de talonneur.

## Biographie
Natif de Hamilton, Greg Smith débute naturellement avec l'équipe de Waikato en National Provincial Championship (NPC) avant d'intégrer également la franchise des Chiefs pour disputer le Super 12. N'ayant pas beaucoup de chance de jouer pour les All-Blacks en raison d'une forte concurrence et son père étant natif de Lautoka aux îles Fidji, il choisit de jouer avec l'équipe nationale fidjienne. Il obtient sa première cape internationale le 11 novembre 1995 à l’occasion d’un match contre l'équipe du pays de Galles. Il dispute la coupe du monde 1999. En 2000, il part en Europe et joue une saison avec le Swansea RFC, disputant notamment un match de Coupe d'Europe contre les Leicester Tigers. À la fin de la saison il retourne en Nouvelle-Zélande et retrouve l'équipe de Waikato et celle des Chiefs. En octobre 2002, il participe à la finale du NPC avec Waikato pour une défaite contre Auckland[réf. nécessaire]. En 2003, il dispute la Coupe du monde.

## Palmarès
- Finaliste du National Provincial Championship en 2002

## Statistiques en équipe nationale
- 44 sélections dont 30 comme capitaine
- 5 points (1 essai)
- Sélections par année : 2 en 1995, 5 en 1996, 4 en 1997, 3 en 1998, 9 en 1999, 3 en 2000, 6 en 2001, 8 en 2002, 4 en 2003
- En Coupe du monde :
  - 1999 : 4 matchs (Namibie, Canada, France, Angleterre), 5 points (1 essai)
  - 2003 : 4 matchs (France, États-Unis, Japon, Écosse)